# Heinrich Barnes
Heinrich Barnes (Pretoria, 12 dicembre 1986) è un lottatore sudafricano, specializzato nella lotta libera.

## Biografia
È stato campione continentale nei -66 kg per cinque volte, ai Giochi panafricani di Algeri 2007 e ai Campionati africani di Pretoria 2006, Il Cairo 2007, Tunisi 2008 e Dakar 2011.
Ha rappresentato il Sudafrica ai Giochi olimpici estivi di Pechino 2008, dove è stato estromesso dal torneo dei -66 kg dal mongolo Batzorig Buyanjav.

## Palmarès
- Giochi panafricani

Algeri 2007: oro nei -66 kg;
- Campionati africani

Pretoria 2006: oro nei -66 kg;
Il Cairo 2007: oro nei -66 kg;
Tunisi 2008: oro nei -66 kg;
Dakar 2011: oro nei -66 kg;
- Giochi del Commonwealth

Nuova Delhi 2010: argento nei -66 kg;
- Campionati del Commonwealth

Jalandhar 2009: argento nei -66 kg;